# Лундеберг, Кристиан
Кристиан Лундеберг (швед. Christian Lundeberg; 14 июля 1842 — 10 ноября 1911) — шведский политик. Премьер-министр Швеции со 2 августа по 7 ноября 1905 года.
После получения военного образования получил звание, эквивалентное лейтенанту, и с 1861 по 1874 год служил в армии в этом звании, после чего оставил службу. С 1885 по 1906 год занимал руководящую должность в одной из компаний железоделательной индустрии.
Член парламента от партии консерваторов и протекционистов. В 1899 году стал её лидером. Сыграл ведущую роль в дискуссиях, посвящённых судьбе союза Швеции и Норвегии. В 1905 году король поручил Лундбергу сформировать правительство. В сентябре того же года им было достигнуто соглашение, позволившее норвежцам провести референдум по вопросу о том, оставаться ли их стране в составе Швеции. Затем Лундеберг попытался организовать решение вопроса о всеобщем избирательном праве. Когда эти усилия не привели к успеху, он вернулся на место члена парламента и был спикером с 1909 года до своей смерти в 1911 году.